# Phannias ben Samuël
Phannias ben Samuël was hogepriester in de Joodse tempel in Jeruzalem tijdens de Joodse Opstand, van 66 tot 70 na Chr.
Kort na het uitbreken van de Joodse Opstand lukte het de Zeloten, die de opstand leidden, de tempel in te nemen. Daarmee kwam een einde aan de ambtsperiode van de laatste door Herodes Agrippa II benoemde hogepriester Matthias ben Theophilus II. De hogepriesters in de Herodiaanse periode waren telkens afkomstig uit Joodse aristocratische priesterfamilies, maar de Zeloten zagen hen als landverraders vanwege de nauwe banden tussen de Joodse aristocratie en het Romeinse gezag in Judea. Daarom besloot men door loting een nieuwe hogepriester aan te wijzen. Het lot wees Phannias ben Samuël aan.
Flavius Josephus vermeldt dat hij behoorde tot de (verder onbekende) familie van Eniachin en afkomstig was uit het dorp Aphtia. Ook schrijft Josephus dat Phannias' familie geen priesterfamilie was en dat Phannias er onvoldoende van op de hoogte was wat het ambt inhield. Het is echter zeer waarschijnlijk dat Josephus (die tijdens het schrijven van zijn werken niet veel meer ophad met de Zeloten) Phannias hier met opzet te negatief afschildert. Elders blijkt namelijk dat de Zeloten de Thora hoog in het vaandel hielden en in dat licht is het niet waarschijnlijk dat zij iemand uit een niet-priesterlijke familie zelfs maar zouden laten meeloten om het ambt van hogepriester. Josephus' opmerking moet waarschijnlijk dan ook zo verstaan worden dat Phannias niet uit de aristocratische families stamde waaruit in de Herodiaanse periode telkens de hogepriester benoemd werd.
Over Phannias' optreden als hogepriester is verder niets bekend. Vermoedelijk stierf hij in 70 na Chr., toen de tempel door de Romeinen werd ingenomen en in vlammen opging.